# Jon Runyan
Pour les articles homonymes, voir Runyan.
(en) Statistiques sur pro-football-reference
Jon Daniel Runyan, né le 27 novembre 1973 à Flint, est un joueur de football américain et un homme politique américain.

## Biographie

### Carrière sportive
Cet offensive tackle a joué pour les Oilers de Houston / Titans du Tennessee (1996–1999), les Eagles de Philadelphie (2000–2008) et les Chargers de San Diego (2009) en National Football League (NFL).

### Carrière politique
Runyan entre en politique lors des élections 2010, en se présentant à la Chambre des représentants des États-Unis. Après avoir remporté la primaire du Parti républicain face à un candidat du Tea Party, il affronte le démocrate John Adler,. Adler, élu deux ans plus tôt, est le premier démocrate à représenter le 3e district du New Jersey depuis les années 1860. Runyan est élu représentant en battant Adler de trois points.
En 2012, il est réélu avec 54 % des voix face à la veuve de son prédécesseur, dans une circonscription qui vote cependant en faveur de Barack Obama à l'élection présidentielle,.
Considéré comme modéré, Runyan fait part de son exaspération face à l'attitude de son parti conduisant au government shutdown de 2013. En novembre 2013, il annonce qu'il ne sera pas candidat à un troisième mandat l'année suivante.
Après la politique, il rejoint la National Football League en mai 2016, en tant que vice-président de l'administration des règles et des pratiques (vice president of policy and rules administration). À ce poste, il gère notamment les sanctions disciplinaires contre les joueurs pour leurs actions sur le terrain. Il est également occasionnellement chauffeur de Uber à Philadelphie.